# Loctudy
Loctudy (bretonisch Loktudi) ist eine französische Gemeinde im Département Finistère mit 4043 Einwohnern (Stand 1. Januar 2022).

## Lage
Der Hafen- und Badeort ist der östlichste Bigouden-Fischereihafen und liegt am Südufer der Riviére de Pont-L'Abbé gegenüber der Halbinsel Ile-Tudy im Südwesten der Bretagne an der Atlantikküste.
Quimper liegt 18 Kilometer nördlich, Brest 66 Kilometer nördlich und Paris etwa 500 Kilometer östlich (Angaben in Luftlinie).

## Sehenswürdigkeiten
Siehe auch: Liste der Monuments historiques in Loctudy
- Kirche Saint-Tudy aus dem 11./12. Jahrhundert mit außerordentlich erhaltenen romanischem Chor, fremd wirkenden Skulpturen und reich verzierten Kapitellen
- Manoir de Kerazan mit weitläufigem Park und hohem, altem Baumbestand
- Le Domaine du Dourdy mit Schloss von 1913; geplant als Waisenhaus, dann Militärkrankenhaus, später französische Marineschule und ab 1945 Waisenhaus, das 1960 wieder geschlossen wurde. Heute ist es Teil eines Feriendorfs.
- Manoir de Kervéréguen von 1242; seit 1615 ununterbrochen im Familienbesitz einer bretonischen Adelsfamilie, der vormals auch das Manoir de Kerazan gehörte. Heute ist ein Teil des ehemaligen, umfangreichen Parks ein Campingplatz bzw. eine Mülldeponie.
- Kapelle Notre Dame du Croaziou, im Kern aus dem 14. Jahrhundert
- Menhir de Penglaouic oder Penloïc bei Loctudy an der Mündung des Flusses von Pont-l’Abbe ragt vier Meter aus dem Schlick. Der im Neolithikum auf festem Boden errichtete Menhir liegt etwa 0,75 m unter dem heutigen mittleren Meeresspiegel, die Basis liegt noch etwa 0,50 m tiefer. Er ist ein historischer Gezeitenmesser, der sich unterschiedlich aus dem Wasser erhebt.
- Phare La Perdrix; der Leuchtturm steht im Strom vor Loctudy und war von 1915 bis 2000 in amtlichem Betrieb. Seine schachbrettartige Bemalung mit 32 weißen und 32 schwarzen Feldern macht ihn einzigartig wurde daher auch zum Bestandteil des Wappens der Gemeinde Loctudy. Ob seine Bemalung an die Fahne der Bretagne oder ob der Name Perdix von der französischen Bezeichnung für Rebhühner oder aus der griechischen Mythologie entnommen wurde, ist strittig.
- Phare de Langoz; dieser Leuchtturm markiert den Wasserweg zwischen Loctudy und der Ile-Tudy. In der Nähe befindet sich der Leuchtturm Perdix. 1863 wurde er in Betrieb genommen und erst 2004 automatisiert. Die rote Farbe des Leuchtturms Langoz erklärt sich durch seine Funktion. Er soll tagsüber die Schiffe vor der nahen Küste warnen, nachts übernimmt diese Aufgabe das Leuchtfeuer. Hinter dem Leuchtturm Langoz befindet sich in gleichnamiger Strandnähe das im Privatbesitz befindliche Schloss Langoz. Von 1940 bis 1944 wurde es von der deutschen Wehrmacht beschlagnahmt und war Sitz der örtlichen Kommandantur. In unmittelbarer Nähe dieses Leuchtturms befindet sich noch das Wohnhaus des Leuchtturmwärters.

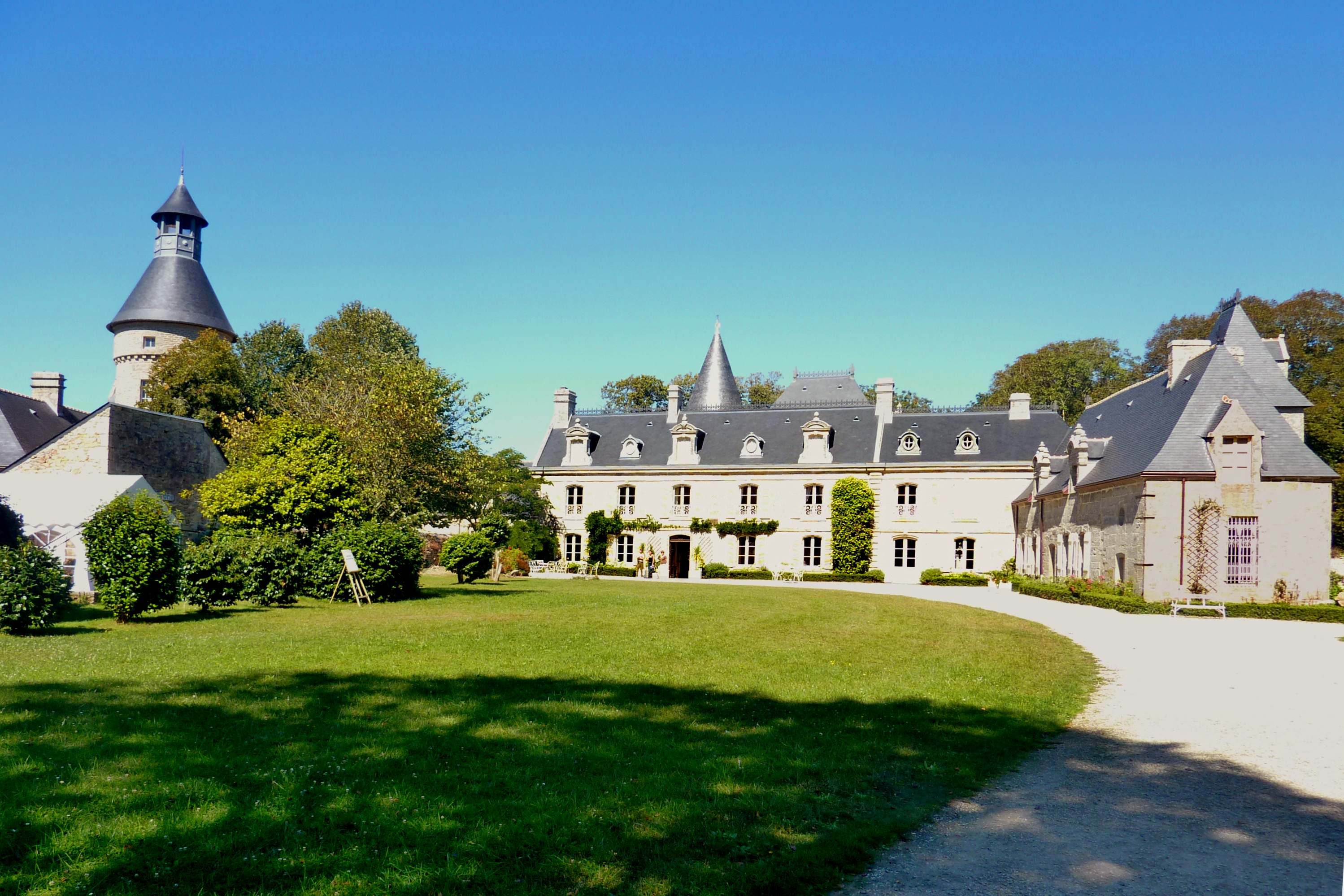
Manoir de Kerazan mit weitläufigem Park und hohen, altem Baumbestand
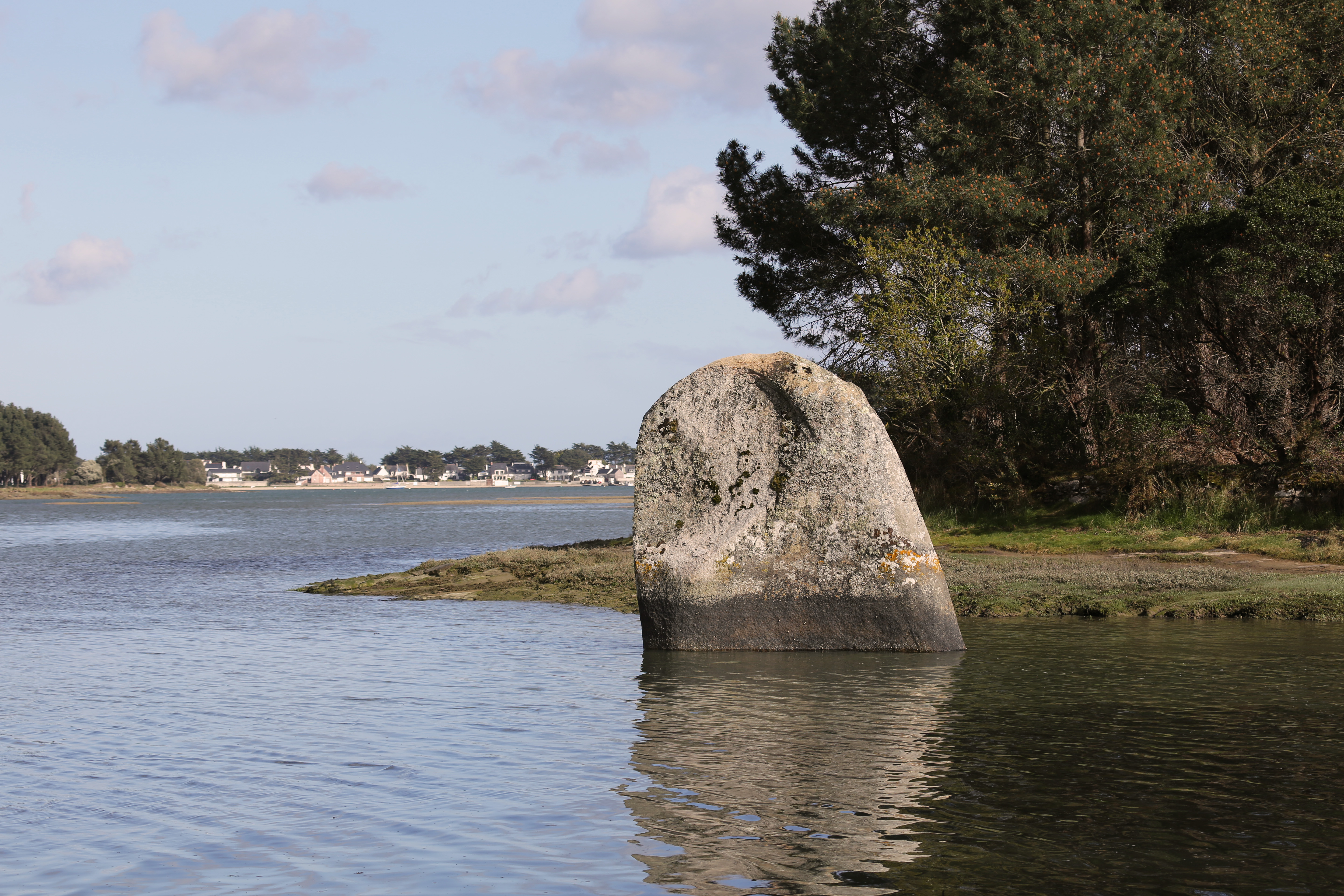
Menhir de Penglaouic
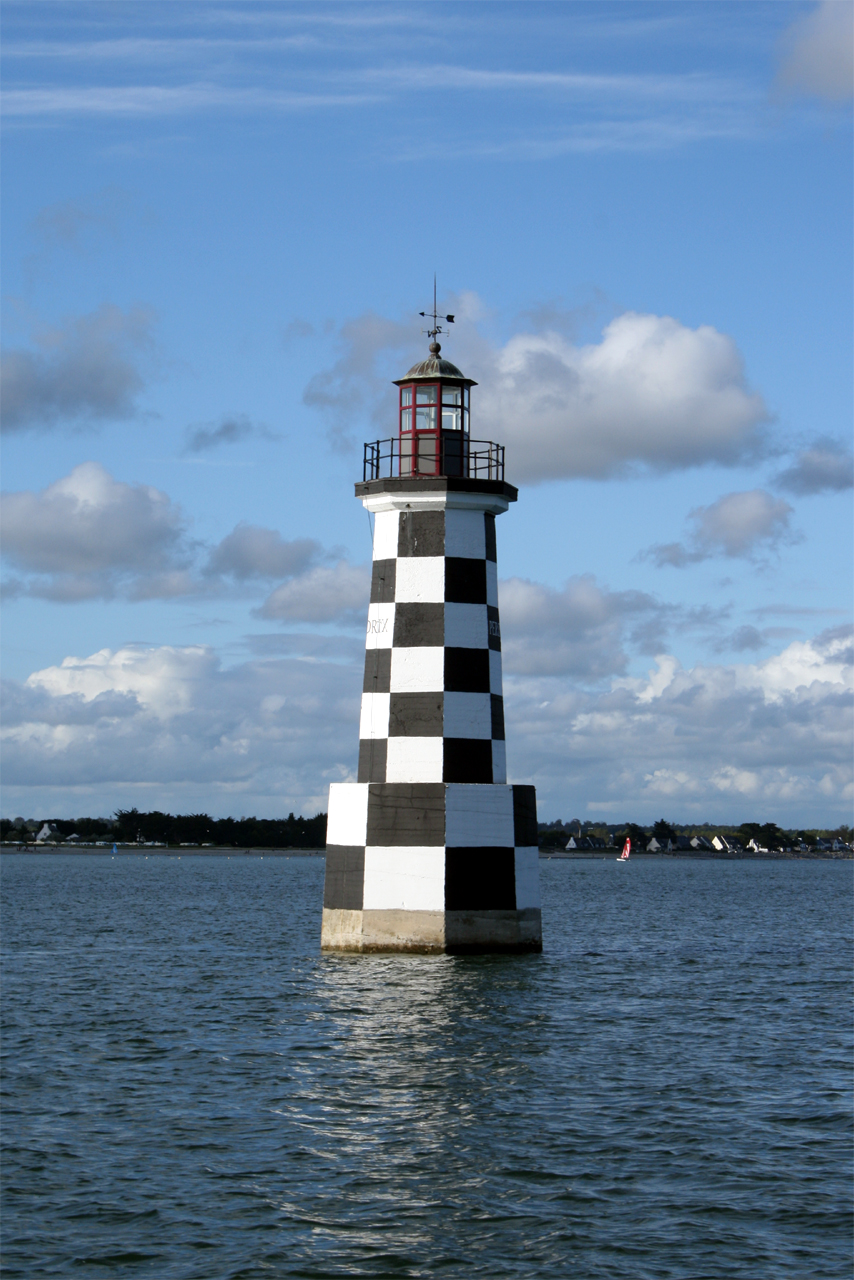
Phare La Perdix
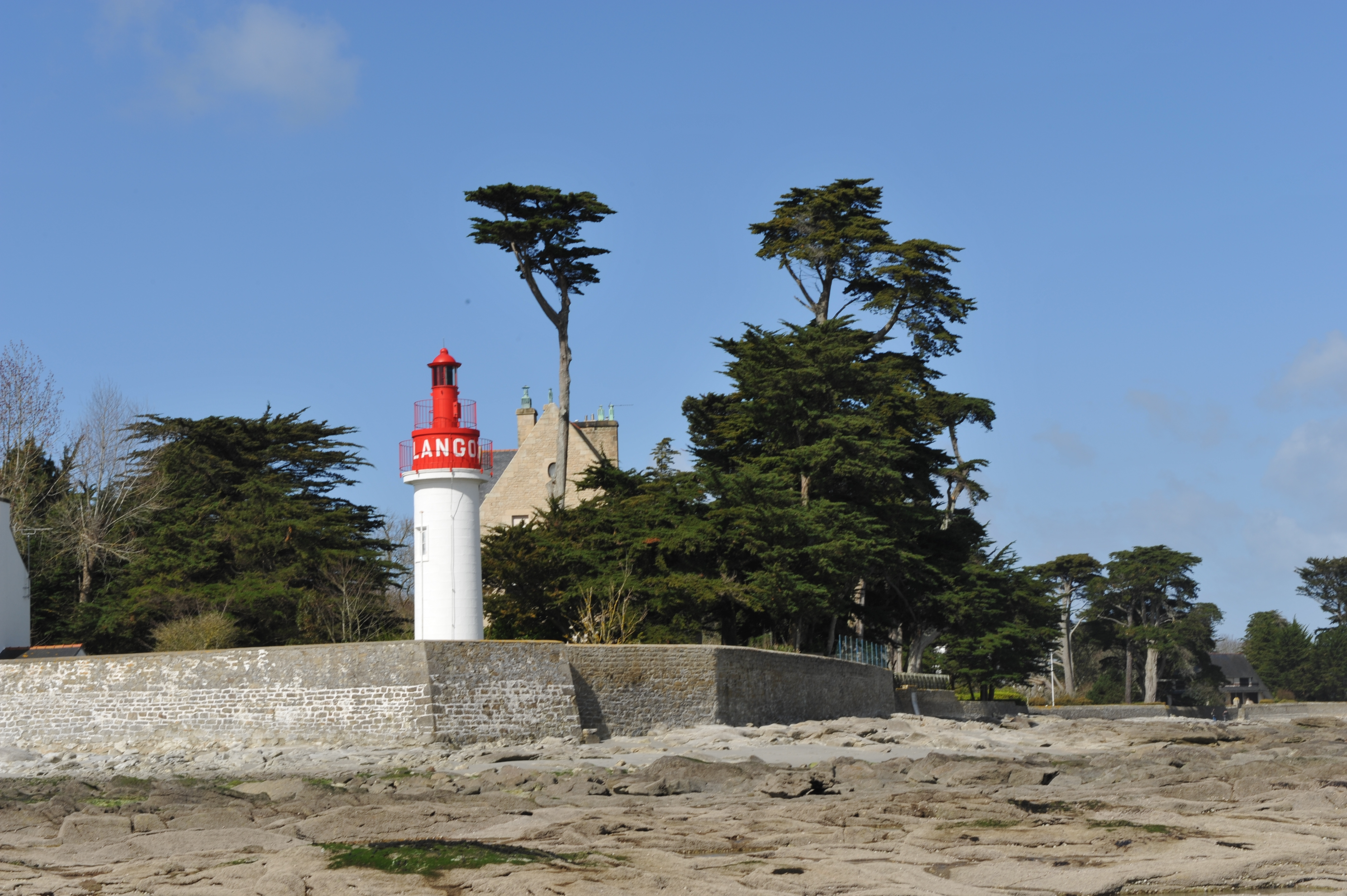
Phare de Langoz

## Bevölkerung
| Bevölkerungsentwicklung | Bevölkerungsentwicklung | Bevölkerungsentwicklung | Bevölkerungsentwicklung | Bevölkerungsentwicklung | Bevölkerungsentwicklung | Bevölkerungsentwicklung | Bevölkerungsentwicklung | Bevölkerungsentwicklung | Bevölkerungsentwicklung |
| ----------------------- | ----------------------- | ----------------------- | ----------------------- | ----------------------- | ----------------------- | ----------------------- | ----------------------- | ----------------------- | ----------------------- |
| Jahr                    | 1954                    | 1962                    | 1968                    | 1975                    | 1982                    | 1990                    | 1999                    | 2007                    | 2017                    |
| Einwohner               | 4804                    | 5037                    | 5012                    | 4604                    | 4091                    | 3365                    | 3042                    | 4101                    | 4073                    |

## Wirtschaft und Infrastruktur
Wie in vielen bretonischen Küstenorten spielt auch in Loctudy der Fischfang eine große Rolle, allerdings wie vielerorts in Europa mit rückläufiger Tendenz. Loctudy konnte aber diesen Rückgang durch die wachsende Bedeutung des Tourismus ausgleichen. So gibt es neben dem Fischereihafen auch einen Freizeithafen mit 585 Liegeplätzen. Sechs Sandstrände machen den Ort zu einem Seebad.
Bei Quimper befindet sich die nächste Abfahrt an der Schnellstraße E 60 / N 165 (Brest–Nantes) und ein Regionalbahnhof an der überwiegend parallel verlaufenden Bahnlinie.
Der Bahnhof von Brest ist Endpunkt des TGV Atlantique nach Paris.
Die nächsten Regionalflughäfen sind der Flughafen Lorient Bretagne Sud bei Lorient und der Flughafen Brest nahe Brest.

## Gemeindepartnerschaften
Fishguard in Wales und Ribadeo im spanischen Galicien sind Partnergemeinden von Loctudy.